# Bernardino Chaves
Bernardino Chaves Soto (Siquirres; 20 de mayo de 1949-8 de marzo de 2025) fue un futbolista costarricense que jugó de guardameta.

## Selección nacional
Jugó con la selección de Costa Rica su único partido internacional en la derrota de 2-3 frente a Honduras en la clasificación para el Campeonato Concacaf de 1981.

### Participaciones en clasificatorias
| Clasif.              | Sede   | Resultado | Part. |
| -------------------- | ------ | --------- | ----- |
| Clasif. Mundial 1982 | Varias | Eliminado | 1     |

## Clubes
| Club                 | País       | Año       |
| -------------------- | ---------- | --------- |
| Turrialba            | Costa Rica | 1968-1971 |
| San Carlos           | Costa Rica | 1971-1972 |
| Limonense            | Costa Rica | 1972-1973 |
| Alajuelense          | Costa Rica | 1973-1981 |
| Limonense (cesión)   | Costa Rica | 1975-1976 |
| Universidad (cesión) | Costa Rica | 1977      |
| Cartaginés (cesión)  | Costa Rica | 1978-1980 |
| Herediano            | Costa Rica | 1981-1982 |
| Limonense            | Costa Rica | 1983-1985 |
| Juan Gobán           | Costa Rica | 1985-1986 |

## Palmarés

### Títulos nacionales
| Título           | Equipo      | País       | Año  |
| ---------------- | ----------- | ---------- | ---- |
| Torneo de Copa   | Alajuelense | Costa Rica | 1974 |
| Torneo de Copa   | Alajuelense | Costa Rica | 1977 |
| Primera División | Alajuelense | Costa Rica | 1980 |